# Tetramorium notomelanum
Tetramorium notomelanum is een mierensoort uit de onderfamilie van de Myrmicinae. De wetenschappelijke naam van de soort is voor het eerst geldig gepubliceerd in 2011 door Vásquez-Bolaños, Castaño-Meneses & Guzmán-Mendoza.